# Sygnał cyfrowy

Sygnał analogowy (szary) i przykładowe przekształcenie na sygnał cyfrowy (czerwony)

Sygnał cyfrowy – sygnał, którego dziedzina i zbiór wartości są dyskretne. Jego odpowiednikiem o ciągłej dziedzinie i ciągłym zbiorze wartości jest sygnał analogowy. Znaczenie tego terminu może odnosić się do:
- wielkości fizycznej, która z natury jest dyskretna (np. liczba błysków lampy w ciągu godziny);
- wielkości pierwotnie ciągłej i analogowej, która została spróbkowana i skwantowana (np. sygnał na wyjściu komparatora napięcia kontrolującego pewien proces w określonych chwilach)
- każdej reprezentacji jednego z powyższych, w tym (najczęściej) w postaci ciągu liczb zapisanych w pamięci maszyny cyfrowej (np. pliku komputerowym typu WAV).

Współcześnie telekomunikacja i elektronika powszechnego użytku prawie całkowicie zostały zdominowane przez cyfrowe przetwarzanie sygnałów, które jest powtarzalne, bardziej niezawodne i tańsze od przetwarzania analogowego.

## Przykład

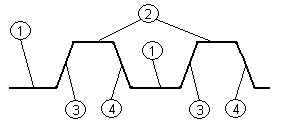
Sygnał cyfrowy: 1) poziom niski, 2) poziom wysoki, 3) zbocze narastające, 4) zbocze opadające.

Rysunek obok przedstawia przebieg napięcia dwupoziomowego (binarnego) sygnału cyfrowego. W przebiegu tym sygnał przyjmuje dwie ustalone wartości, które mogą zmieniać się w określonych momentach.